# Βヘアピン

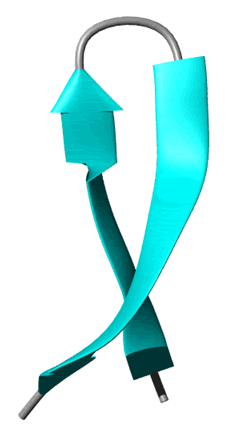
βヘアピンのモデル

βヘアピン（Beta hairpin）は、2つのβシートでヘアピン様の形を作った、最も単純なタンパク質モチーフの1つである。このモチーフは、一次構造上で隣り合った2つのβシートが逆平行に配列し、2から5アミノ酸残基からなる短いループで繋がったものである。βヘアピンは単独か、水素結合で繋がった形として現れる。
スペインの構造生物学者フランシスコ・ブランコらの核磁気共鳴分光法を用いた研究によると、βヘアピンは短いペプチドを含む水溶液中で単独で生成することが分かり、タンパク質の折り畳みの核になっている可能性が指摘された。